# Henriette von Mömpelgard

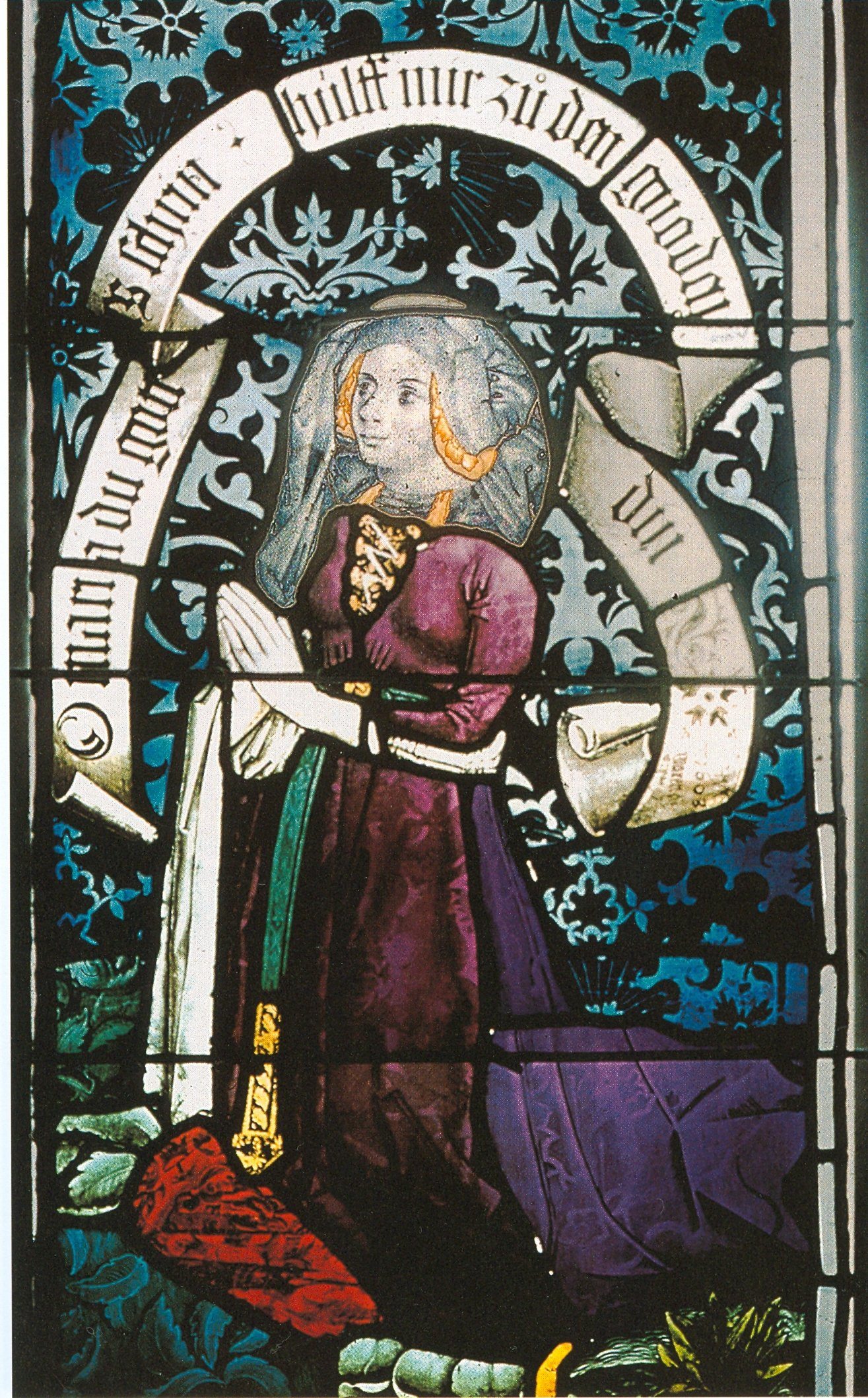
Henriette von Mömpelgard auf einem Glasfenster im Chor der Stiftskirche Tübingen

Henriette von Mömpelgard (auch Henriette de Montfaucon; * zwischen 1384 und 1391; † 14. Februar 1444 in Mömpelgard) war Gräfin von Württemberg.
Henriette war die älteste Tochter Heinrichs II., Graf von Montbéliard, der 1396 ein Jahr vor seinem Vater – dem Grafen Stephan von Mömpelgard – starb, und der Maria Gräfin von Châtillon. Männliche standesgemäße Nachkommen waren in der Grafschaft Mömpelgard nicht vorhanden, obwohl Heinrich drei weitere uneheliche Kinder und noch zwei jüngere Töchter aus der Ehe mit Maria von Chatillon hatte.
Am 13. November 1397 schloss der württembergische Graf Eberhard III. (Eberhard der Milde) einen Heiratsvertrag für seinen Sohn Eberhard IV. und Henriette ab. Auf diese Weise übernahm er die Regierung über Mömpelgard und einige dazugehörige Herrschaften, die er bei der Hochzeit der beiden 1407 an Eberhard IV. übergab. Mömpelgard blieb daraufhin bis 1802 Teil des Landes Württemberg.
Aus der Ehe Henriettes mit Eberhard IV. gingen drei Kinder hervor: Anna (1408–1471, Gräfin von Katzenelnbogen), sowie die beiden späteren Grafen Ludwig I. (1412–1450) und Ulrich V. (1413–1480). Nach dem Tod Eberhards IV. 1419 übernahm Henriette die Vormundschaft für ihre beiden Söhne und damit gemeinsam mit Beamten, sogenannten „Räten“, die Regierung in Württemberg. Ende 1421 zog sich Henriette aus der Regierung des gesamten Landes zurück, regierte aber bis zu ihrem Tod weiter in Mömpelgard.